# Казім Кочулі
Казім Кочулі (1887—1943) — албанський політичний діяч, упродовж одного дня виконував обов'язки прем'єр-міністра Албанії. Він також був видатним військовим діячем, що здобув перемогу у Війні у Вльорі у 1920 році як головнокомандувач албанських сил.

## Ранні роки
Казім, син Мехмета Кочі, народився у 1887 році у селищі Кочул, поблизу Вльори. Кочулі здобув початкову освіту у Вльорі, а потім переїхав до Яніни, де закінчив гімназію. Вищу освіту він здобув у Турецькій військовій академії, отримавши звання лейтенанта. Його розподілили до Військово-морських сил Османської імперії. Під час битві у Превезі (1909) він відмовився підкоритись наказу командування й відмовився здатись італійському флотові. Після того, як було виписано ордер на його арешт Османським імперським командуванням, він виїхав до Аргентини, де пробув до 1912 року.
Потім він повернувся до Вльори, коли Ісмаїл Кемалі став президентом Албанії. Згодом його було призначено начальником порту Вльори, цей пост він займав до жовтня 1914 року, коли порт захопили італійські війська. Пізніше він став заступником префекта Тепелени, перебував на посаді з 1917 до 1919 року.

## Політична діяльність
Після встановлення демократичного уряду Кочулі переміг на загальних виборах від округу Вльора 5 квітня 1921 року.
Він займав пост Міністра праці в уряді Фана Нолі, що провадив політику короля Зогу.
Пізніше, у 1943 році, він став членом Албанської фашистської партії
Кочулі був убитий албанськими партизанами-комуністами, коли той намагався провести перемовини від імені фашистів з комуністичними силами у країні.